# Konstantin Maradišvili
Konstantin Kobovič Maradišvili (in russo Константин Кобович Марадишвили?; Trasl. angl. Konstantin Maradishvili, in georgiano კონსტანტინე მარადიშვილი?; Mosca, 27 febbraio 2000) è un calciatore russo di origini georgiane, centrocampista del Pari Nižnij Novgorod in prestito dalla Lokomotiv Mosca.

## Caratteristiche tecniche
È un mediano.

## Carriera

### Club
Cresciuto nel settore giovanile del CSKA Mosca, ha esordito in prima squadra il 14 luglio 2019 disputando l'incontro di Prem'er-Liga perso 2-0 contro il Kryl'ja Sovetov Samara.

### Nazionale
Nel 2021 ha giocato 6 partite con la nazionale russa Under-21.

## Statistiche
Statistiche aggiornate al 25 settembre 2021.

### Presenze e reti nei club
| Stagione          | Squadra           | Campionato        | Campionato | Campionato | Coppe nazionali | Coppe nazionali | Coppe nazionali | Coppe continentali | Coppe continentali | Coppe continentali | Altre coppe | Altre coppe | Altre coppe | Totale | Totale | Totale |
| Stagione          | Squadra           | Comp              | Pres       | Reti       | Comp            | Pres            | Reti            | Comp               | Pres               | Reti               | Comp        | Pres        | Reti        | Pres   | Reti   |        |
| ----------------- | ----------------- | ----------------- | ---------- | ---------- | --------------- | --------------- | --------------- | ------------------ | ------------------ | ------------------ | ----------- | ----------- | ----------- | ------ | ------ | ------ |
| 2019-2020         | CSKA Mosca        | PL                | 11         | 0          | CR              | 0               | 0               | UEL                | 0                  | 0                  |             | -           | -           | 11     | 0      |        |
| 2020-2021         | CSKA Mosca        | PL                | 26         | 1          | CR              | 3               | 0               | UEL                | 6                  | 0                  |             | -           | -           | 35     | 1      |        |
| ago.-set. 2021    | CSKA Mosca        | PL                | 3          | 1          | CR              | -               | -               | -                  | -                  | -                  |             | -           | -           | 3      | 1      |        |
| Totale CSKA Mosca | Totale CSKA Mosca | Totale CSKA Mosca | 40         | 2          |                 | 3               | 0               |                    | 6                  | 0                  |             | -           | -           | 49     | 2      |        |
| set. 2021-2022    | Lokomotiv Mosca   | PL                | 3          | 0          | CR              | 0               | 0               | UEL                | 1                  | 0                  | SR          | -           | -           | 4      | 0      |        |
| Totale carriera   | Totale carriera   | Totale carriera   | 43         | 2          |                 | 3               | 0               |                    | 7                  | 0                  |             | -           | -           | 53     | 2      |        |